# Адамчик, Алоиз
Алоиз Ада́мчик (пол. Alojzy Adamczyk; 16 июня 1895, Водзислав-Слёнски, ныне Силезское воеводство, Польша — 10 января 1940, Маутхаузен) — польский политический деятель, участник всех трёх Силезских восстаний, заключённый Бухенвальда и Маутхаузена.

## Биография
Потомок последнего польского короля Станислава Августа Понятовского.
Изучив ремесло слесаря, он до Второй мировой войны работал на коксохимическом заводе в Радлине и Водзиславе-Слёнском. 8 сентябре 1939 года, в первые дни вторжения в Польшу, Алоиз Адамчик получил повестку в полицию, где он был арестован и заключен в тюрьму в подвале офиса в Радлине. Оттуда он был доставлен в Бухенвальд, а затем в Маутхаузен, где и погиб.
Алоиз Адамчик был награждён серебряным Крестом заслуг, крестом Силезского восстания и рыцарским крестом ордена Возрождения Польши.